# Kim Hong-do
Kim Hong-do (n. 1745, Ansan, Coreea de Sud – d. 1806) a fost unul dintre cei mai mari pictori din istoria Dinastiei Joseon, membru senior al Școlii de Arte Hwawon "Dohwaseo" și călăuză (profesor) al viitorilor pictori ai regelui din Joseon. El a trăit în timpul domniei regelui Jeongjo și a fost cunoscut sub pseudonimul Danwon. Kim Hong-do mai este cunoscut și pentru că a fost co-autor al portretului răposatului prinț moștenitor Sado, împreună cu eleva sa, pictorița Shin Yoon-Book (Hye-Won), cei doi ajutându-l pe regele Jeongjo să repare onoarea tatălui său, ucis de regele Yeongjo în urma unor conspirații politice create pentru a obține puterea regatului. Kim Hong-do a fost discipolul marelui pictor de la Curtea Regală din Joseon, Kang Su-Hang.